# Museo del barbiere
Il museo del barbiere è un museo italiano  costituito nel 2017 e dedicato alla storia e ai cimeli che hanno caratterizzato il mestiere del barbiere. Il museo  si trova a Roma ed è situato all'interno di un locale nei pressi di Piazza di Spagna.

## I cimeli

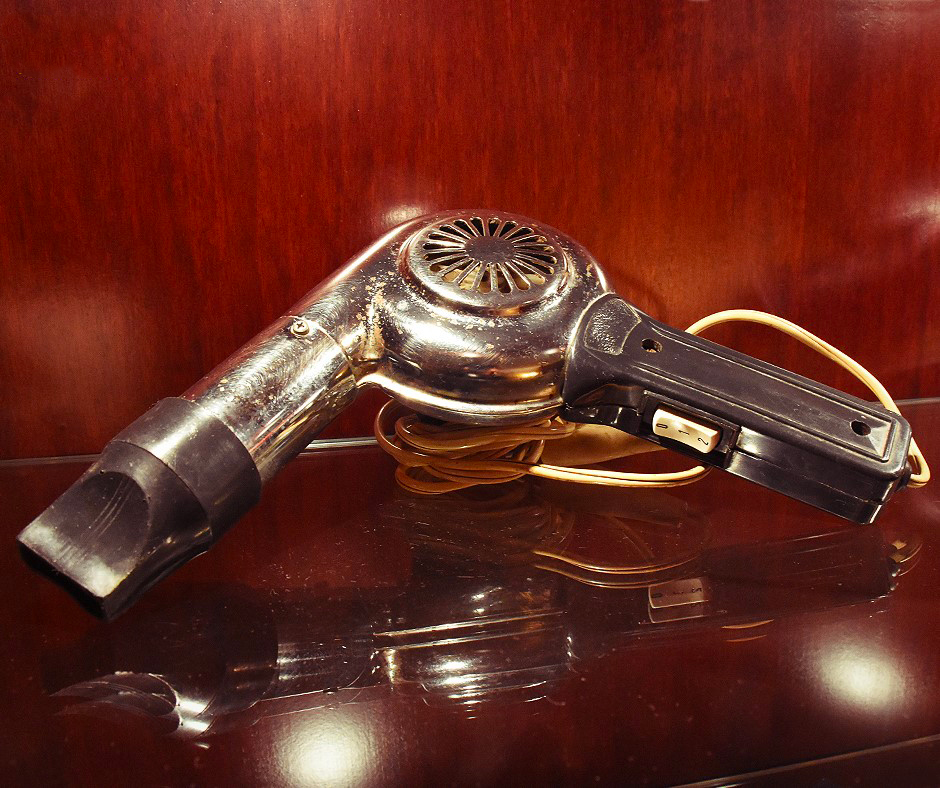
Phon DeaStir dei primi anni '50.

All'interno del Museo del barbiere è visibile una collezione di circa 200 cimeli, alcuni dei quali di fine Ottocento, che ricostruiscono la storia della barberia, tra i quali:
- lamette
- tosatrici da barbiere
- ciotole di rasatura
- rasoi
- pettini
- asciugacapelli
- valigie da barbiere
- calendari da barberia (calendarietti da barbiere)
- attrezzi per il salasso
- affilarasoi
- grammofoni
- pennelli da barba
- samovar
- specchi bifacciali